# Megalopodidae
Megalopodidae jsou malá čeleď listových brouků, dříve zařazovaných jako podčeleď čeledi Mandelinkovití (Chrysomelidae). Jedna z jejích podčeledí, Zeugophorinae, která obsahuje jediný rod, byla též částečně zařazována jako podčeleď do Chrysomelidae. Celosvětově tato čeleď obsahuje asi 30 rodů, převážně v podčeledi Megalopodinae.
Jedná se o tropické brouky.